# Chisocheton lansiifolius
Chisocheton lansiifolius är en tvåhjärtbladig växtart som beskrevs av D.J. Mabberley. Chisocheton lansiifolius ingår i släktet Chisocheton och familjen Meliaceae. Inga underarter finns listade i Catalogue of Life.